# Musuko
Pour plus de détails, voir Fiche technique et Distribution.
Musuko (息子) est un film japonais réalisé par Yōji Yamada, sorti en 1991.

## Synopsis
Tetsuo, un jeune homme travaillant à Tokyo tombe amoureux de Seiko, une ouvrière sourde et muette. Son père désapprouve ses choix de vies tandis que Tetsuo nourrit une jalousie pour son frère qui a fait des études supérieures.

## Fiche technique
- Titre : Musuko
- Titre original : 息子
- Titre anglais : My Sons
- Réalisation : Yōji Yamada
- Scénario : Yoshitaka Asama et Yōji Yamada, d'après un roman de Makoto Shiina (ja)
- Musique : Teizō Matsumura
- Photographie : Tetsuo Takaha
- Décors : Mitsuo Degawa
- Montage : Iwao Ishii
- Éclairages : Yoshifumi Aoki
- Son : Isao Suzuki et Takashi Matsumoto
- Production : Hiroshi Fukazawa et Shikehiro Nakagawa
- Société de production : Shōchiku
- Pays de production :  Japon
- Langue originale : japonais
- Format : couleur — 2,35:1 — 35 mm
- Genres : Drame et romance
- Durée : 121 minutes[1] (métrage : neuf bobines - 3 315 m[1])
- Dates de sortie : 
  - Japon : 12 octobre 1991[1]

## Distribution
- Rentarō Mikuni : Akio Asano
- Masatoshi Nagase : Tetsuo
- Emi Wakui (ja) : Seiko Kawashima
- Mieko Harada : Reiko
- Ryūzō Tanaka (ja) : Tadashi
- Miyoko Asada (ja) : Toshiko
- Ryōichi Yamaguchi (ja) : Tōru
- Kazuyo Asari (ja) : Ayako, la tante de Tetsuo
- Casey Takamine (ja) : l'oncle de Tetsuo
- Tomoko Naraoka : une voisine
- Jun Hamamura : vieil homme à la campagne
- Kunie Tanaka : Taki-san

## Distinctions
Sauf indication contraire, les informations mentionnées dans cette section peuvent être confirmées par la base de données cinématographiques IMDb,  présente dans la section « Liens externes ».

### Récompenses
- 1991 : Hōchi Film Awards du meilleur film et du meilleur acteur pour Rentarō Mikuni, du meilleur acteur dans un second rôle et meilleur espoir pour Masatoshi Nagase et de la meilleure actrice dans un second rôle et meilleur espoir pour Emi Wakui (ja)Masatoshi Nagase[2],[3]
- 1991 : Nikkan Sports Film Awards du meilleur film, du meilleur réalisateur pour Yōji Yamada, du meilleur acteur pour Rentarō Mikuni, du meilleur acteur dans un second rôle pour Masatoshi Nagase et de la meilleure actrice dans un second rôle pour Emi Wakui (ja)[4]
- 1992 : prix du meilleur film, du meilleur acteur pour Rentarō Mikuni, du meilleur acteur dans un second rôle et meilleur espoir pour Masatoshi Nagase et de la meilleure actrice dans un second rôle et meilleur espoir pour Emi Wakui (ja) aux Japan Academy Prize[5]
- 1992 : Blue Ribbon Award du meilleur acteur dans un second rôle pour Masatoshi Nagase[6]
- 1992 : prix Kinema Junpō du meilleur film, du acteur pour Rentarō Mikuni, du meilleur acteur dans un second rôle pour Masatoshi Nagase et de la meilleure actrice dans un second rôle pour Emi Wakui (ja)[7]
- 1992 : prix Mainichi du meilleur film, du meilleur réalisateur pour Yōji Yamada, du meilleur acteur pour Masatoshi Nagase, de la meilleure photographie pour Tetsuo Takaha et prix des lecteurs[8]
- 1992 : prix de la meilleure actrice dans un second rôle pour Emi Wakui (ja) au festival du film de Yokohama

### Nominations
- 1992 : prix du meilleur réalisateur pour Yōji Yamada, du meilleur scénario pour Yoshitaka Asama et Yōji Yamada, de la meilleure musique de film pour Teizō Matsumura, de la meilleure photographie pour Tetsuo Takaha, des meilleurs éclairages pour Yoshifumi Aoki, des meilleurs décors pour Mitsuo Degawa, du meilleur montage pour Iwao Ishii et du meilleur son pour Isao Suzuki et Takashi Matsumoto[5]